# لويس بوزان
لويس بوزان (بالفرنسية: Louis Pouzin)‏ مواليد 20 أبريل 1931

 مهندس وباحث فرنسي الجنسيّة، أوجد فكرة رزمة البيانات وقام بتطوير شبكة سيكلاد، وهي أول شبكة نقل بيانات تعتمد تقنية تبديل الرزم، أثّرت أعماله بشكل كبير على فينت سيرف وروبرت خان عند تطويرهما لحزمة بروتوكولات الإنترنت (TCP/IP) التي شكلت العمود الفقري لشبكة الإنترنت.

## السيرة الذاتية
ولد بوزان في عام 1931م، في قرية شانتوني سانت إمبير (Chantenay-Saint-Imbert) في وسط فرنسا، وتأثّر بالمنشرة التي كان يديرها والده، وبشكلٍ خاصّ الآليّات الميكانيكيّة ومحرّك البُخار فيها، وقد حصل على دعم أسرته، حيث شجّعه أبواه على الالتحاق بالمدرسة المتعددة التكنولوجية، وهي أرفع مدرسة هندسية في فرنسا.
في عام 1950م، تخرّج من المدرسة المُتعددة التكنولوجيّة وكان واحداً من ثلاثة خريجين فقط ممن أبدوا اهتماماً بالمجال الجديد الناشئ حينها، علوم الحاسب.
في الفترة بين عامي (1963-1964) م، شارك بوزان في تطوير نظام مشاركة الوقت التوافقي (Compatible Time-Sharing System CTSS) في معهد ماساشوستس للتكنولوجيا، حيث عمل على كتابة برنامج سُمي رانكوم (RUNCOM)، وقد سمح هذا البرنامج بتنفيذ عدد من الأوامر الموجود ضمن مجلد، وهو يعتبر السلف الأول واجهات الأوامر النصيّة التي طُوّرت لاحقاً. في الواقع، إنّ بوزان هو أول من استخدم الكلمة شيل (Shell) لوصف بيئة الأوامر النصية. لاحقاً طبقت غليندا شرودر أفكار بوزان عند تطوير نظام التشغيل مولتكس.
بين العامين (1967-1969) طوّر بوزان نظام تشغيل خاصّ بمتيو فرانس (Météo-France)، وهي خدمة توقع الطقس القوميّة في فرنسا. وقد اعتمد على الحاسوب الكبير سي دي سي 640 (CDC 640). تمّ إنشاء هذا النظام لتوقّع حالة الطقس وتخزين الإحصائيات المُتعلقة به، وقد ظل في الخدمة حوالي 15 عاماً.
في عام 1970م، زار بوزان الجامعات الأميركية التي وُصلت بشبكة الأربانت، وتعرّف عن قرب على الصعوبات التي واجهتهم، وبشكل خاصّ مشكلة العنونة الفيزيائية وعدم فعاليّة البروتوكولات التي تربط بين المُضيفين.
بعد ذلك تمّ توكيل بوزان من قبل المعهد القومي لأبحاث المعلوماتية والأتمتة (IRIA) ليقوم بإنشاء شبكة تربط بين عدد من الحواسب الفرنسيّة. سُمي المشروع سيكلاد (بالفرنسية: Cyclades)‏، نسبة إلى أرخيبل الجزر اليونانيّة التي تحمل نفس الاسم، وحصل المشروع على تمويل بقيمة 5 ملايين فرنك فرنسي لمدة خمس سنوات، وكان الهدف الأساسي منه هو مساعدة الباحثين على التواصل عن بعد، بشكل مشابه لشبكة الأربانت في الولايات المتحدة، في عام 1973م، تم توصيل أول موقع مع الشبكة، وكان في روكنكور (Rocquencourt) بالقرب من باريس، وارتفع عدد المراكز البحثيّة المُتصلة مع الشبكة إلى (25) في العام 1975.
لويس بوزان هو مخترع رزمة البيانات ومُصمم أول شبكة تبديل رزم، وهما تقنياتان جوهريتان في شبكة الإنترنت. وقد أثّر عمله بشكلٍ كبير في فينت سيرف وروبرت خان عند تطويرهما شبكة الإنترنت وحزمة بروتوكولات الإنترنت.
في عام 2002م، شارك بوزان في إنشاء يورولينك (Eurolinc)، وهي منظمة غير ربحيّة تدعم وجود أسماء نطاقات بلغات متعددة. في يونيو 2003م، اختارت منظمة الأمم المتحدة يورولينك لتشارك في القمة العالمية حول مجتمع المعلومات (WSIS).
في نوفمبر 2011م، أسس بوزان مؤسسة لخدمة المجتمع، بالتعاون مع شانتال لوبرومونت (Chantal Lebrument) وكونتان بيريغور (Quentin Perrigueur)، ونجحت هذه المؤسسة في تقديم خدمة مجانية سُميت أوبن روت (Open-Root)، وتسمح هذه الخدمة بإنشاء نطاقات المستوى الأعلى بمعزل عن شركة الإنترنت للأرقام والأسماء الممنوحة (ICANN)، وبهذه الطريقة يمكن للمُستخدمين إنشاء نطاقات المستوى الثاني بشكل مجاني.

## الجوائز
- في عام 1997م، حصل برفقة جون بوستل جائزة سيغ كوم (SIGCOMM) بسبب اختراعه للرزم وتأييده لنمط تبادل الرزم.[5]
- في عام 2001م، حصل على جائزة معهد مهندسي الكهرباء والإلكترونيّات بسبب «تطويره الرائد وتأييده الفعال للشبكات المُعتمدة على تبادل الرزم، وهي التقنيّة التي تقف وراء التوسّع السريع وغير المكلف وغير المركزي لشبكة الإنترنت».[3]
- في 19 مارس 2003، قلّدت وزيرة الأبحاث والتقنيات الجديدة كلودي هاينيري لويس بوزان وسام جوقة الشرف من مرتبة فارس، وهو أعلى تكريم رسميّ فرنسيّ.
- في عام 2012، تمّت إضافة لويس بوزان إلى قاعة مشاهير الإنترنت.[4]
- في عام 2013، حصل على جائزة الملكة إليزابيث للهندسة، بالمشاركة مع روبرت خان وفينت سيرف، بسبب «مساهماتهم الأساسية في البروتوكولات التي شكلت البنية الأساسية لشبكة الإنترنت.» [2]

## وصلات خارجية
- لويس بوزان، لم يخترع الإنترنت ولكنها لم تكن لتُوجد بدونه، مقالة عن سيرة حياته، باللغة الفرنسية.
- Say Bonjour to the Internet’s Long-Lost French Uncle، مقالة عن لويس بازان، بقلم كيد ميتز، باللغة الإنكليزيّة.